# Синевърхо бръсниче
Синевърхото бръсниче (Ischnura elegans) е вид насекомо от семейство Ценагриониди (Coenagrionidae).

## Разпространение
Видът е разпространен в Европа, включително в България.